# Szent íbisz
A szent íbisz más néven egyiptomi íbisz (Threskiornis aethiopicus) a madarak (Aves) osztályának a gödényalakúak (Pelecaniformes) rendjébe, ezen belül az íbiszfélék (Threskiornithidae) családjába és az íbiszformák (Threskiornithinae) alcsaládjába tartozó faj.

## Elterjedése
Afrika, a Szaharától délre, egy elszigetelt maradványpopulációja van Irak délnyugati részén. Egykor Egyiptomban is élt, ahol különösen nagy tiszteletben részesült. 
A nevében szereplő szent jelzőt is itt kapta. A mezőgazdaság átalakulása és a vadászat miatt Egyiptomból kipusztult a 19. század első éveiben.
Dél-Franciaországban egy betelepített félvad populációja él.
Franciaországban levő populációja az 1970-es években kezdett kialakulni, a Branféré Madárparkban szabadon elő madarakból.
1984-ben még csak kb. 100 madár élt szabadon, számuk 1995-re 400-ra nőtt és 2005-ben már 3.000 példányuk élt 17 kolóniában. Főleg a Loire-Atlantique, Vendée és Morbihan kolónia nagy. 
Élnek madarak Franciaország Földközi-tengeri partvidékén is, sőt Olaszország északnyugati részén is sikeresen költött már néhány pár.
Megtelepedett Belgium és Hollandia területén is néhány pár és itt is voltak már sikeres fészkelések. 
A Németországban megfigyelt madarak zöme fogságból való szökevény volt, de találtak már madarakat a francia populációból is, főleg az Észak-Rajna vidéken.
Száraz szavannákon, de vizes élőhelyeken, folyópartokon is él.

## Alfajai
- aldabrai íbisz (Threskiornis aethiopicus abbotti) – ez az alfaj kizárólag a Madagaszkár szigetétől északra található Aldabra atollon él, mely a Seychelle-szigetek tagja
- egyiptomi íbisz (Threskiornis aethiopicus aethiopicus) – ez az alfaj él az elterjedési terület java részén

A madagaszkári íbiszt (Threskiornis bernieri) korábban a szent íbisz alfajának vélték, Threskiornis aethiopicus bernieri néven; manapság viszont megkapta az önálló faji státuszát. Ez a madár Madagaszkár szigetén található meg.

## Kinézete, megjelenése
Magassága 65-75 centiméter. Szárnyfesztávolsága 112–124 cm. Színezete hófehér, vállán néhány finom, foszlott acélos-ibolya fényű fekete toll díszlik. Csüdje és csupasz feje fekete. Dísztollakat visel a hátán.
Hasonló megjelenésű íbiszfajok élnek Madagaszkáron, Dél- és Délkelet-Ázsiában illetve Ausztrália északi részén.
Ezek faji megítélése nem teljesen egységes, egyes kutatók külön fajokként kezelik őket, mások szerint egyetlen faj, az egyiptomi íbisz alfajai csupán.

## Életmódja
Nagy, fekete csőrét egészen bemeríti az iszapba és kisebb állatokat, tojást, fiókákat és hulladékot fogyaszt.
Gyakran táplálkozik dögökkel, valamint összetört madár- és krokodiltojásokkal.

## Szaporodása
Mivel a táplálék-ellátottságtól nagyban függ, legtöbbször ez határozza meg a költés időzítését is. A szent íbisz egészen eltérő időpontokban költ Afrika különböző részein, mindig az esős időszakhoz igazodva. Még adott területen belül is változhat a fészkelési időszak évről évre. Kolóniákban fészkel. Fákra, bokrokra vagy földre, gallyakból építi fészkét. Fészekalja 2-5 tojásból áll. A fiókák 21 napos kotlás után kelnek ki és hat hét után hagyják el a fészket.

## Egyéb
Közkedvelt állatkerti madár, az íbiszfajok közül ezt a fajt tartják leginkább. Magyarországon is több állatkertben lehet találkozni vele, így a Budapesti Állatkertben, a Veszprémi Állatkertben, a Pécsi Állatkertben és a Debreceni Állatkertben is. Mindenütt kisebb csoportokban tartják.

## Mitológia
Thot óegyiptomi isten egyik szent állata, a másik a pávián.
A képzőművészetben Thothot elsősorban vagy íbiszként, vagy íbiszfejű emberként (ritkábban galléros páviánként) ábrázolták.
Thot isten székhelye Hermopolisz volt, ahol az egyiptomiak egész temetőket rendeztek be az íbiszeknek. Szakkarában szintén volt temetőjük az íbiszeknek; mindkét helyen Thot másik szent állatának, a galléros páviánnak is megtalálták múmiáit.

## Galéria

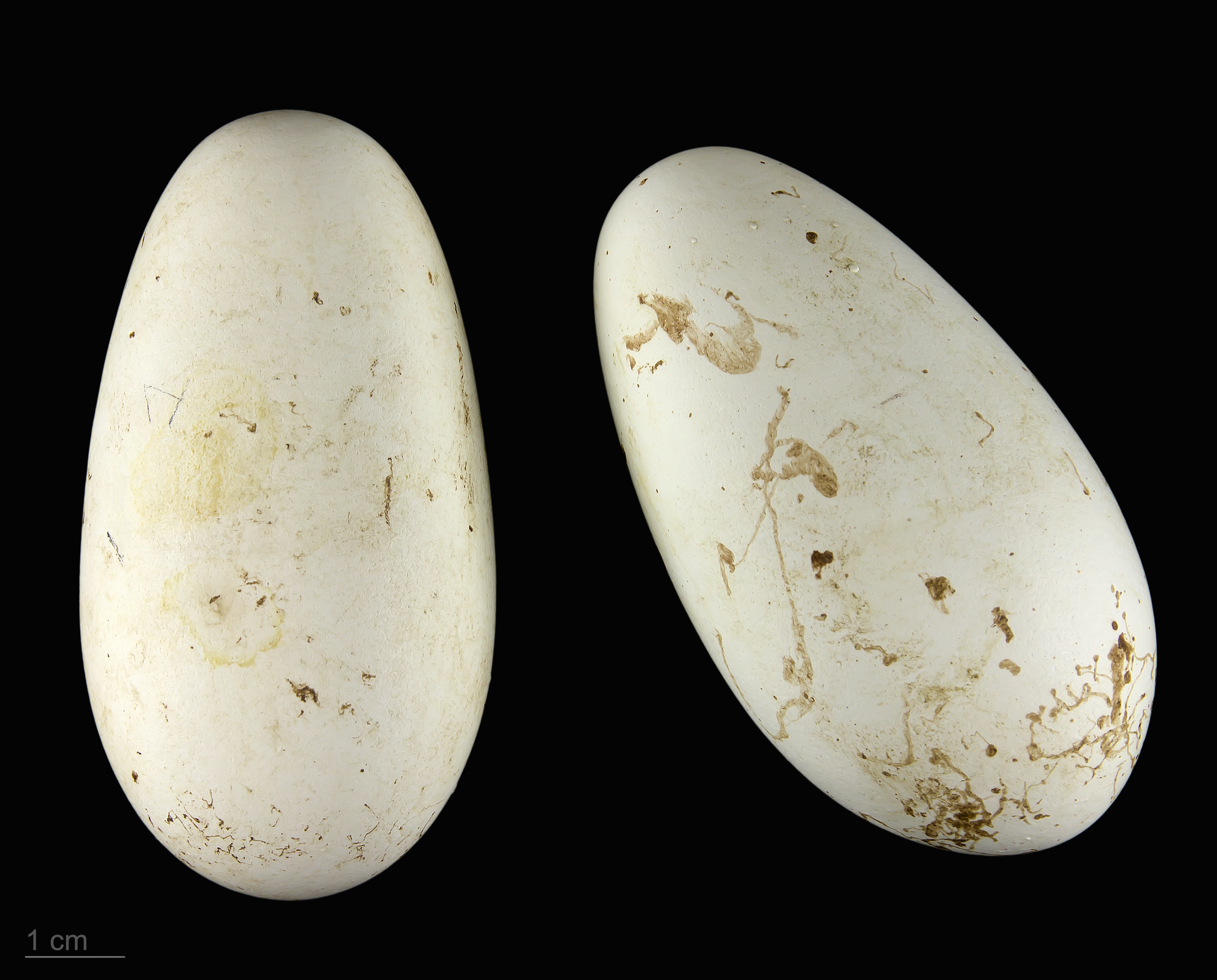
Threskiornis aethiopicus
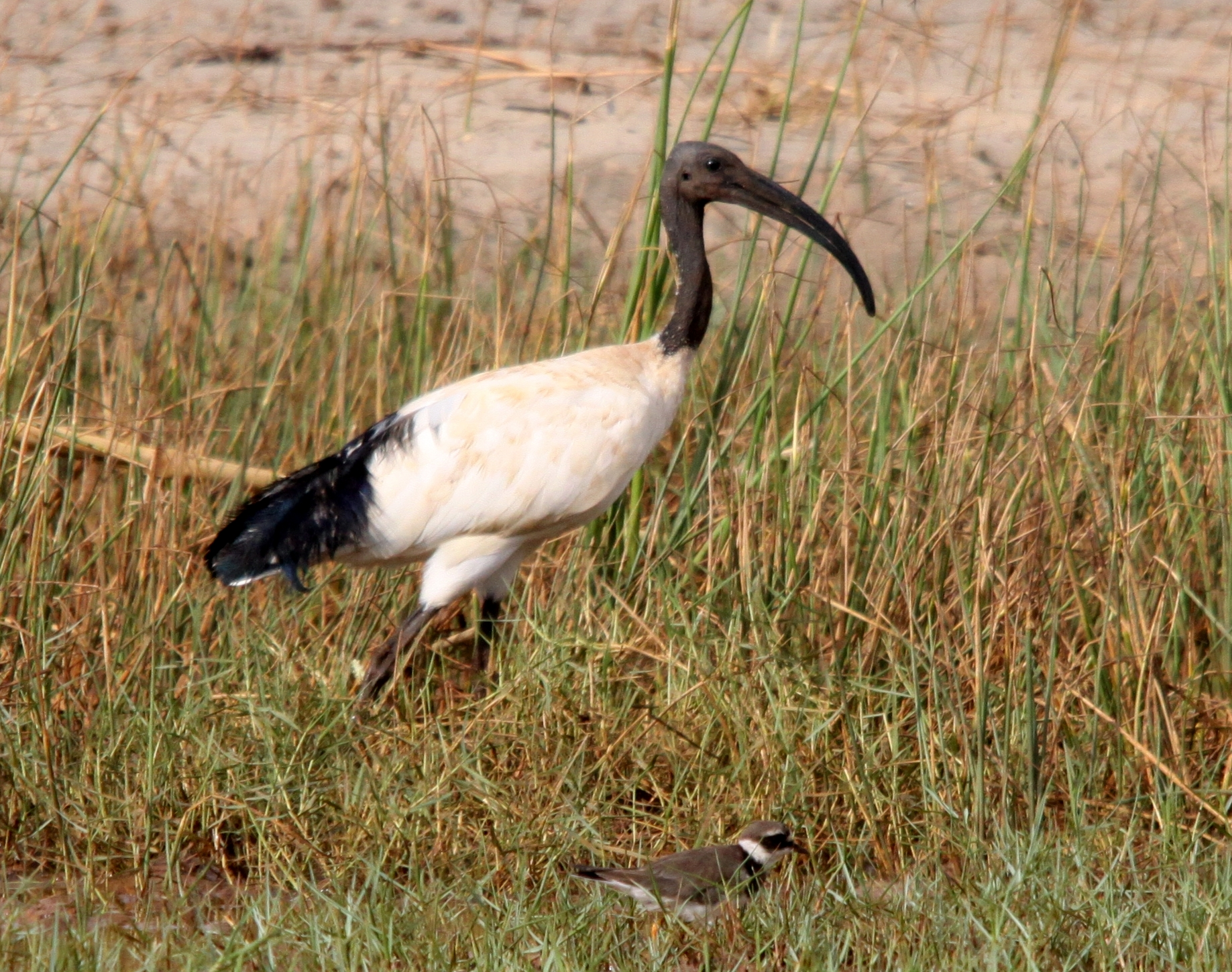
Sétáló íbisz
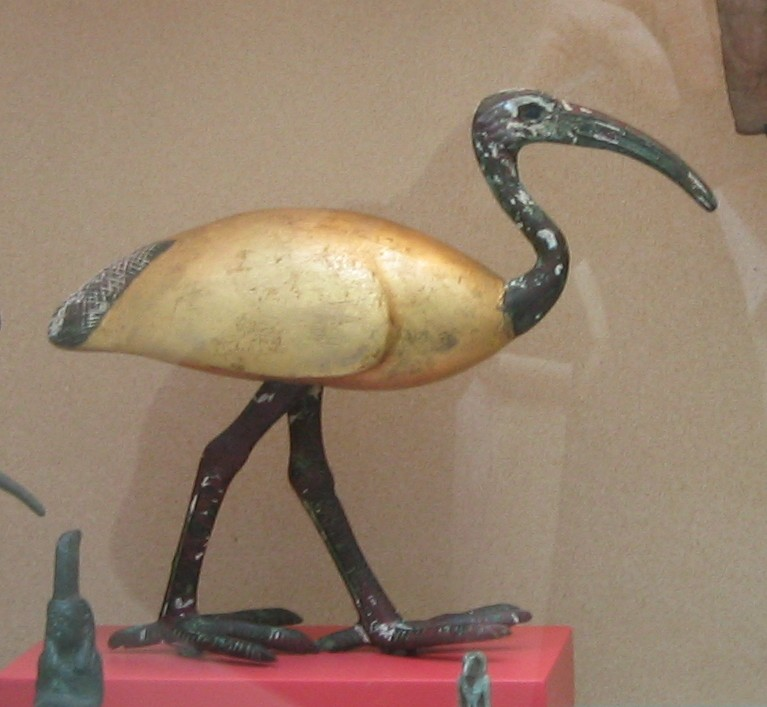
Egyiptomi íbisz-szobor
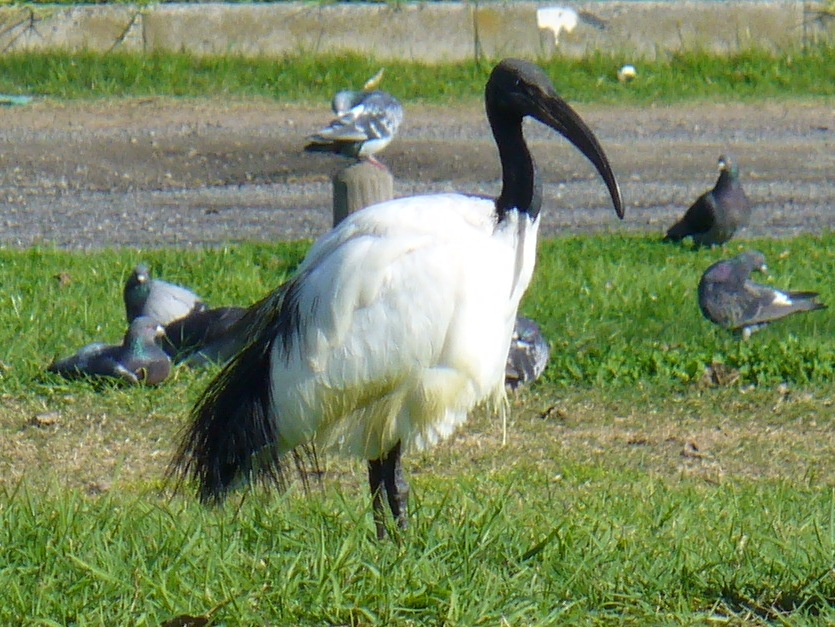
Threskiornis aethiopicus
- Szent íbisz. Ystad 2015.